# Niphoparmena basilewskyi
Niphoparmena basilewskyi là một loài bọ cánh cứng trong họ Cerambycidae.